# Theba
Theba é um género da classe Gastropoda, da família Helicidae e da ordem Stylommatophora. 

## Distribuição Geográfica
A maior parte das espécies de Theba são muito pouco comentadas na literatura. Tendo a maior parte das espécies com uma distribuição muito limitada, sendo encontrados na Península ibérica, algumas partes da Europa, em Marrocos e em algumas ilhas canárias. Theba Pisana, umas das espécies de distribuição demasiadamente grande pode-se ser encontrada no extremo sul da península ibérica e o norte de Marrocos. Um jornal importante para informações da localização do gênero foi o jornal Zoologische Verhandelinge.

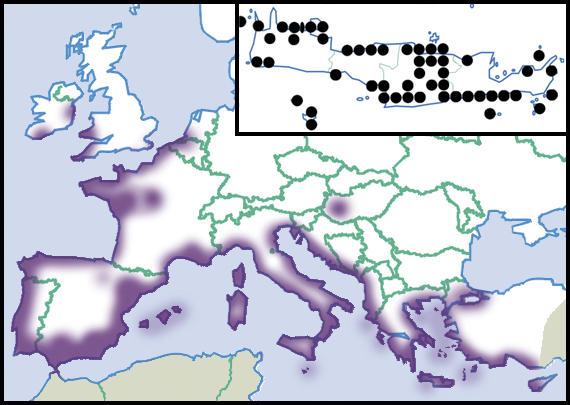
Distribuição Geográfica do Gênero, em roxo é onde localiza-se os encontros mais comuns

## Espécies
- Theba andalusica Gittenberger & Ripken, 1987
- Theba arinagae Gittenberger & Ripken, 1987
- Theba clausoinflata (Mousson, 1857)
- Theba chudeaui (Germain, 1908)
- Theba geminata (Mousson, 1857)
- Theba grasseti (Mousson, 1872)
- Theba impugnata (Mousson, 1857)
- Theba macandrewiana (L. Pfeiffer, 1853)
- Theba pisana - Caractol-pequeno ou Caracol-das-cervejarias [2](Müller, 1774)
- Theba sacchii (Gitten & Ripken, 1987)
- Theba solimae (Sacchi, 1955)
- Theba subdentata (Férussac, 1821)